# Stefano Colonna
Stefano Colonna (Roma, 1320/1325 – Roma, 1379) è stato un cardinale italiano della Chiesa cattolica, nominato da papa Urbano VI, nel 1378.

## Biografia
Stefano Colonna nacque a Roma, da Pietro Colonna detto ”Sciarretta”. Seguì le orme del padre combattendo contro la famiglia degli Orsini. Era fratello di Agapito IV, e nipote di Agapito III Colonna. 
Fattosi ecclesiastico, furono nominati insieme cardinali nel concistoro del 18 settembre 1378, ma Stefano morì poco dopo, nello stesso anno 1378 o all'inizio del 1379. Non fece in tempo ad avere assegnato il titolo di una chiesa.
Era stato Governatore della Marca Anconetana, Legato pontificio a Genova per ripristinare la pace tra il Doge di Venezia e il Re di Cipro. Protonotario apostolico e Prevosto di Saint-Omer, nella diocesi di Thérouanne.
Morì nel 1379 e venne sepolto a Roma nella cappella di famiglia nella patriarcale Basilica Liberiana.